# 히사랴

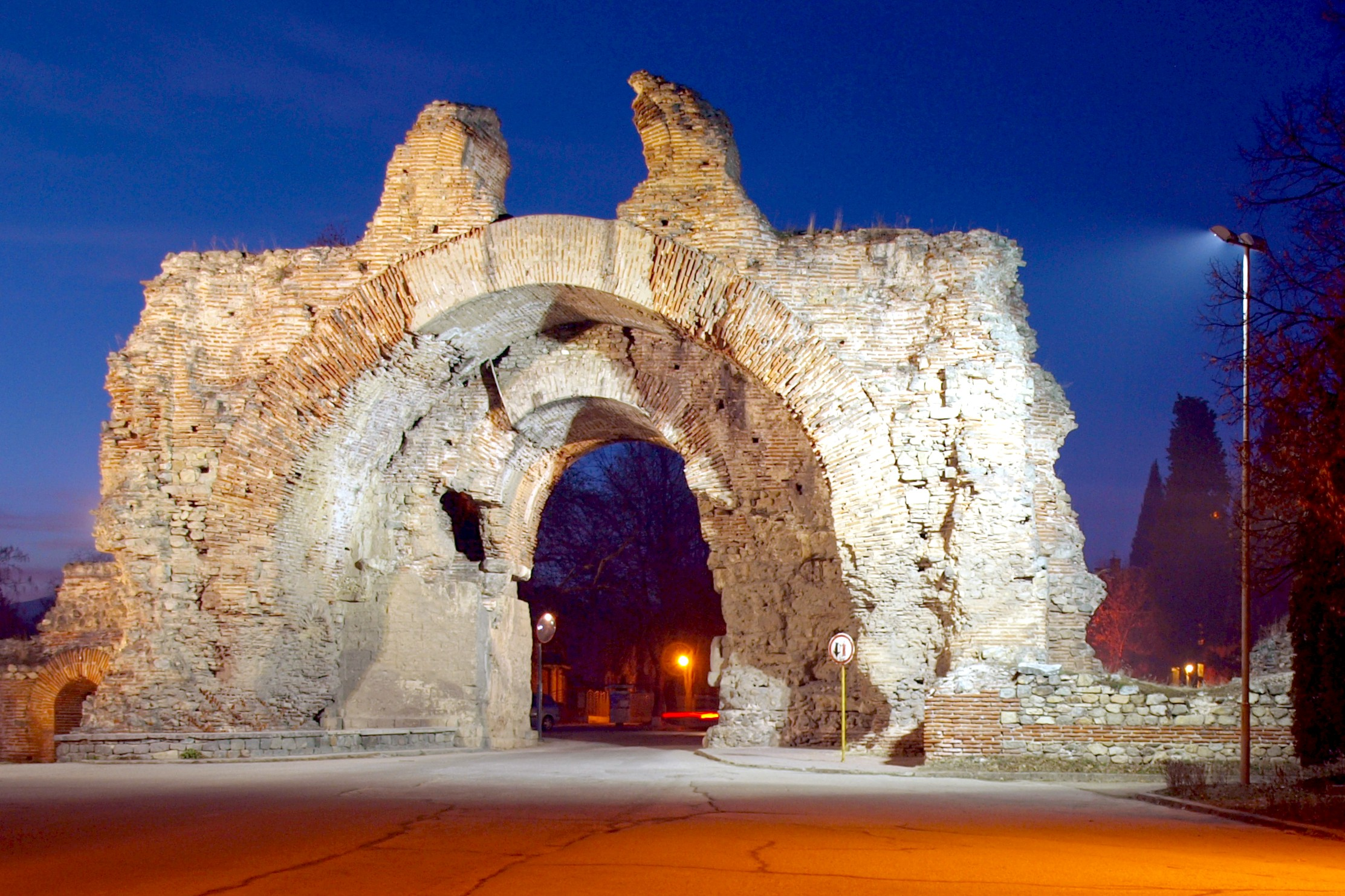

히사랴(불가리아어: Хисаря)는 불가리아 플로브디프주의 작은 리조트 마을이다.
히사르(Hisar)는 아랍어로 '성'을 의미한다. 이 단어는 페르시아어와 오스만튀르키예어에도 받아들여졌다.
사우스셰틀랜드 제도 스미스섬의 히사랴코브라는 지명은 이 '히사랴'의 이름을 따라 명명되었다.

## 갤러리

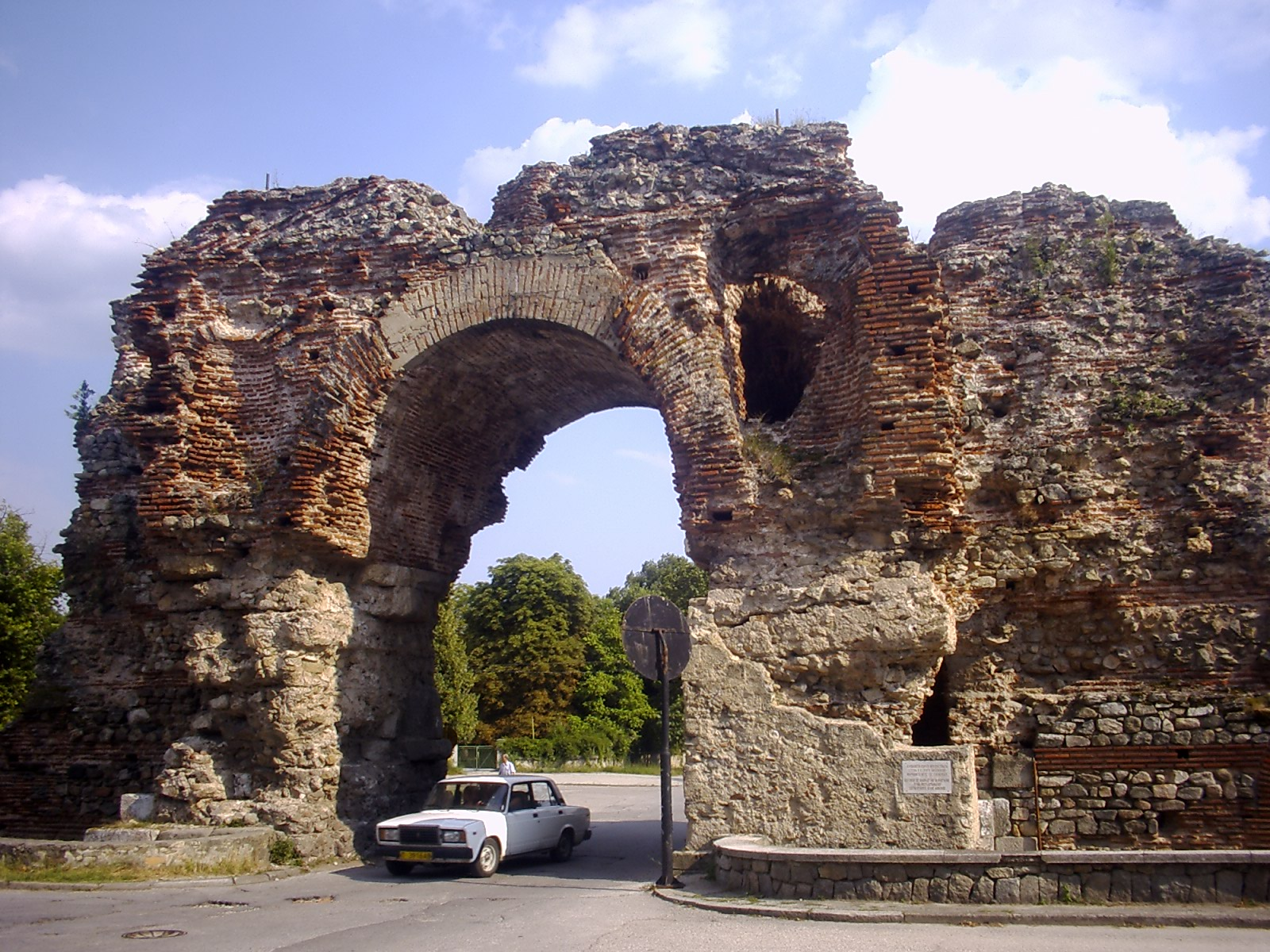
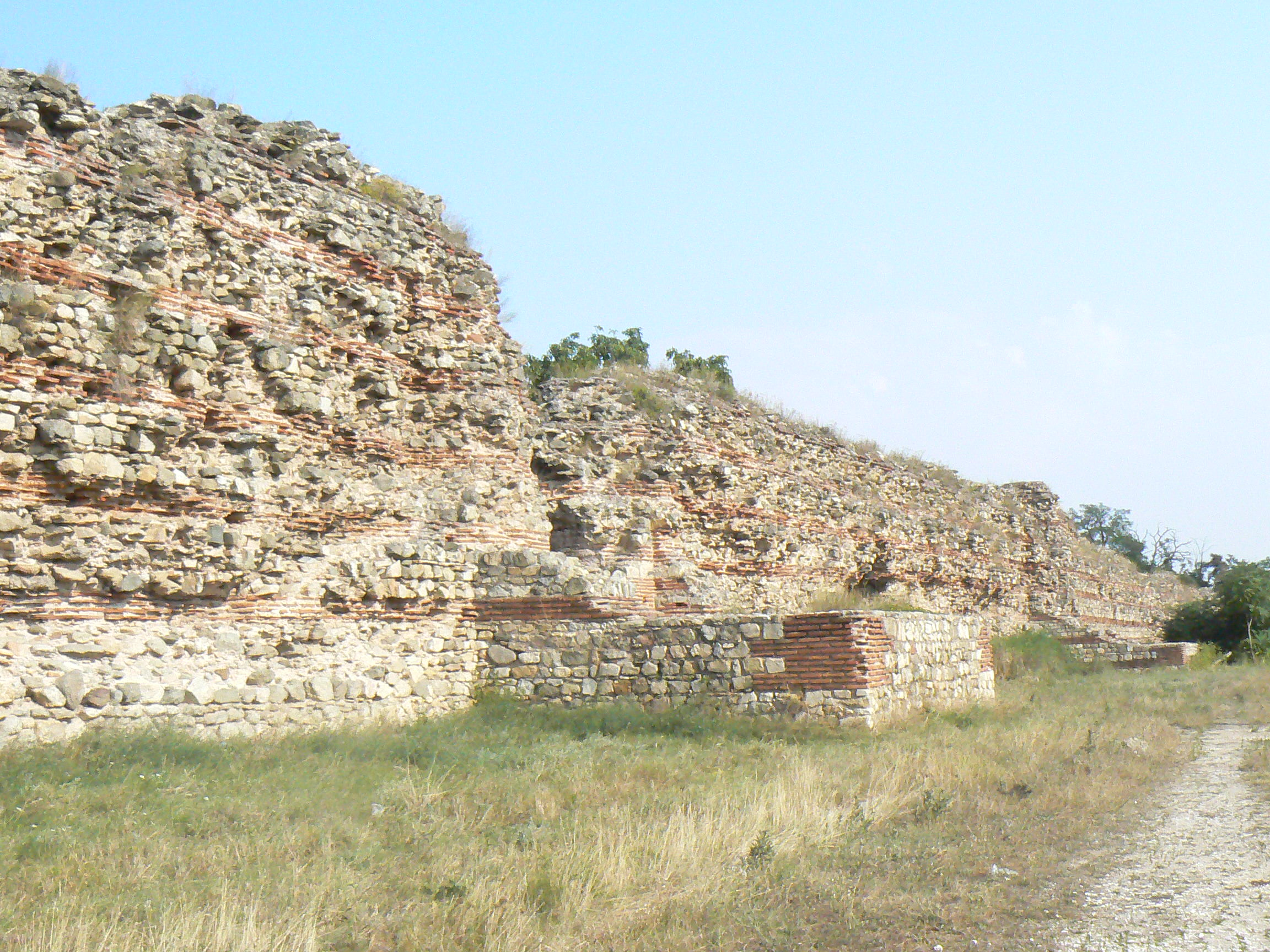
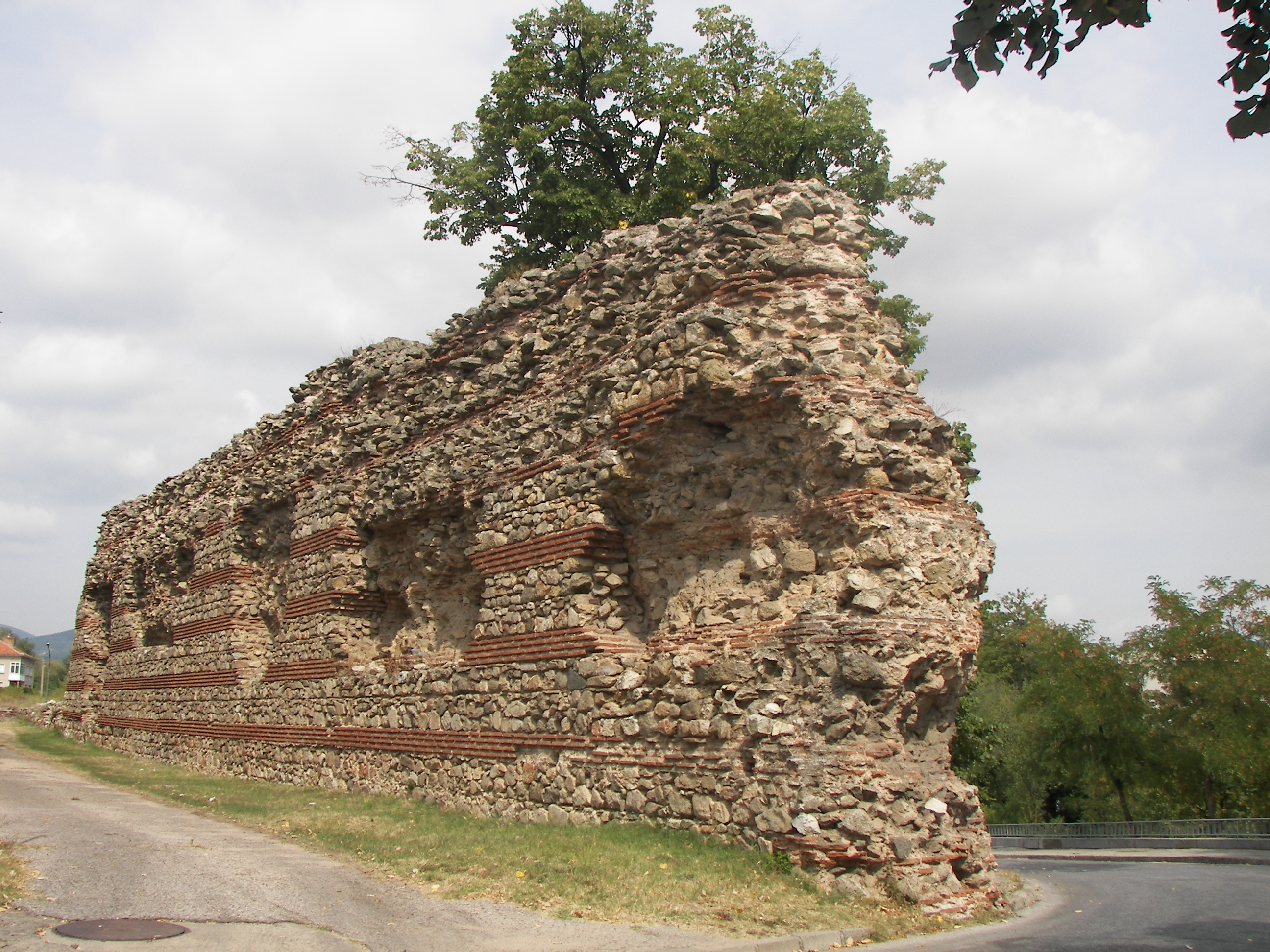
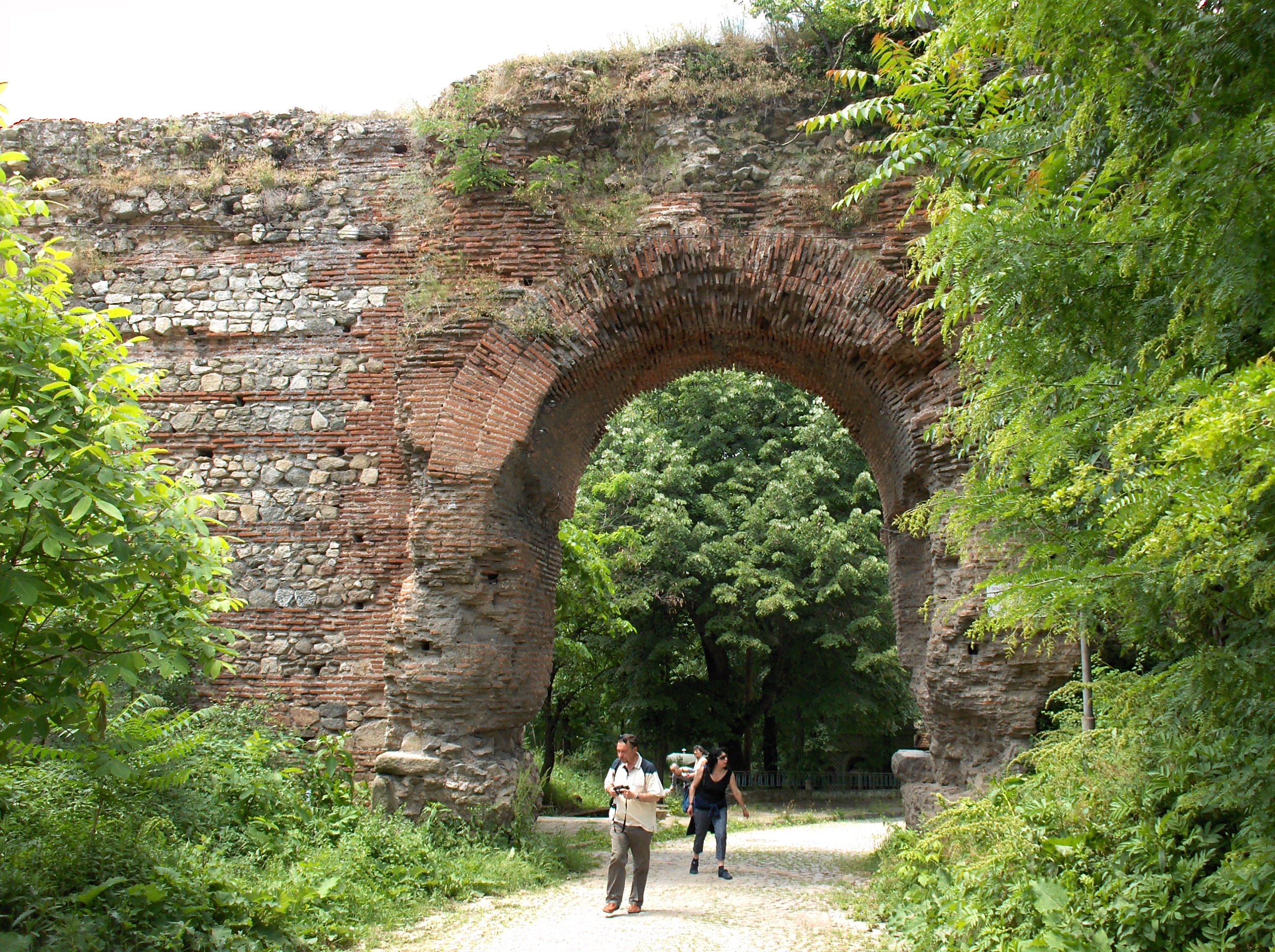
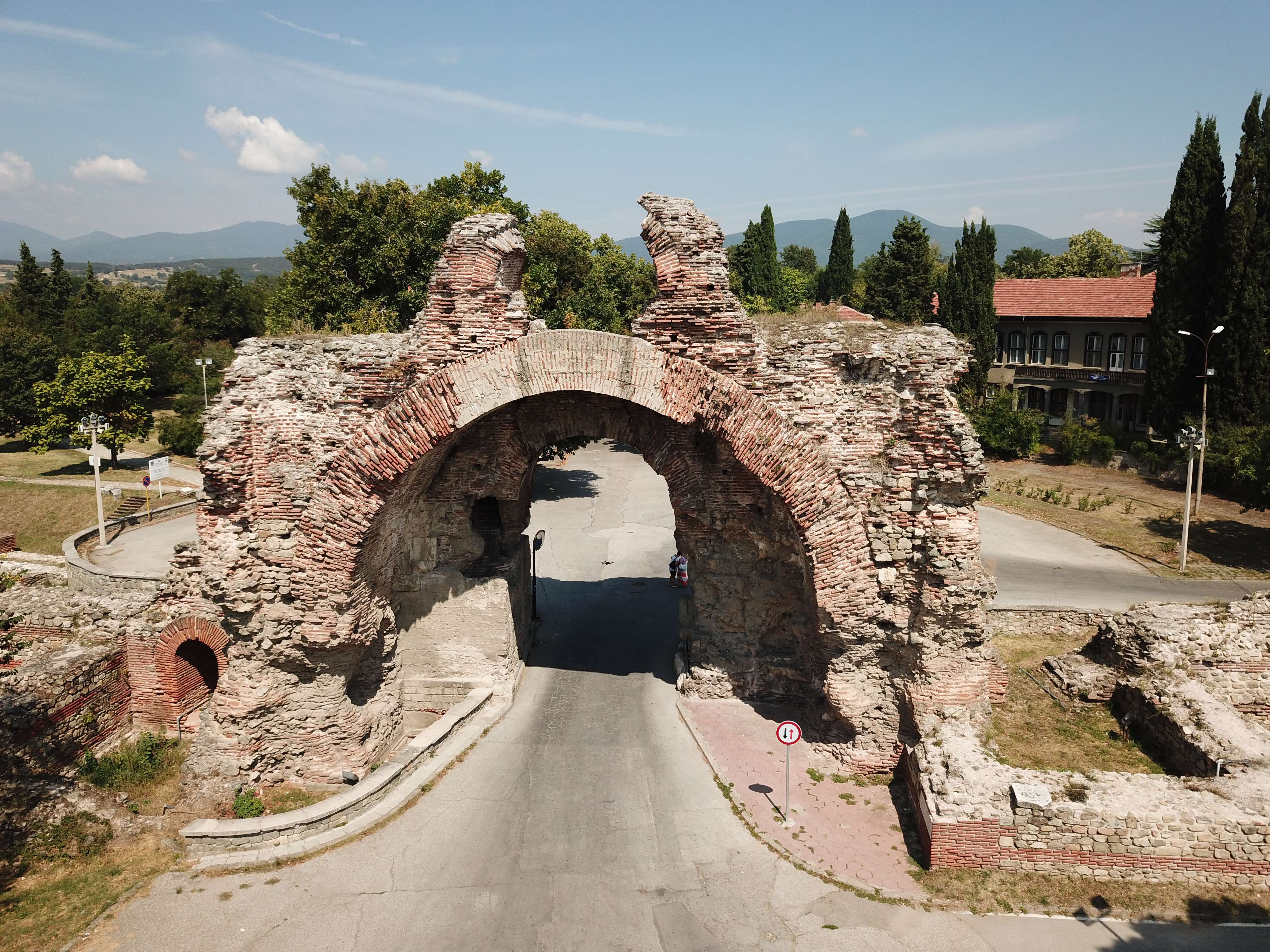
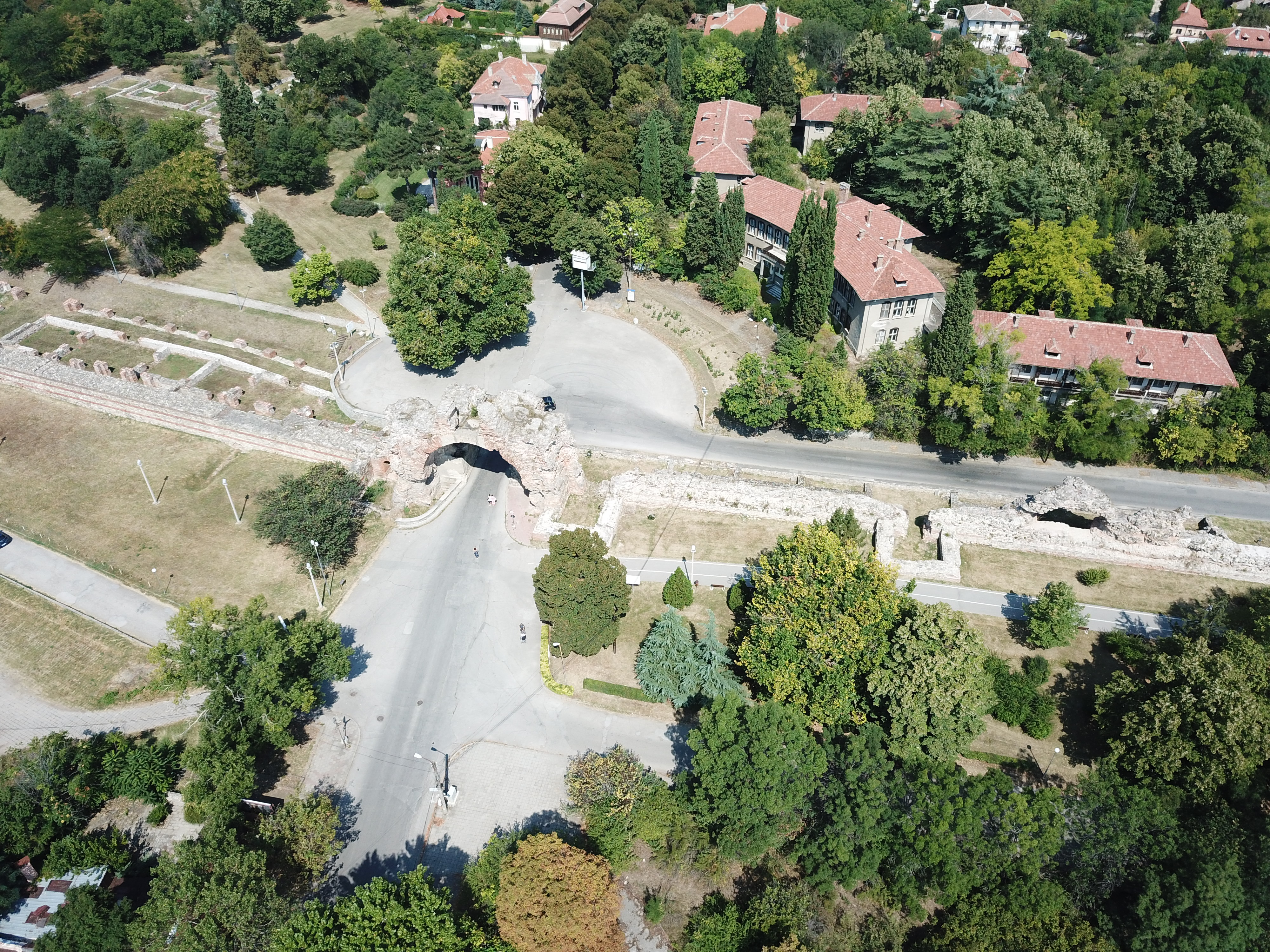